# 琴平警察署
琴平警察署（ことひらけいさつしょ）は、香川県警察が管轄する警察署の一つ。

## 所在地
- 香川県仲多度郡琴平町五條620番地1

## 管轄区域
- 仲多度郡琴平町、まんのう町

## 沿革
- 2006年（平成18年）3月20日：管内の仲多度郡琴南町、満濃町、仲南町の3町が新設合併し、まんのう町となった。この結果、管轄市町村数は4町から2町となった。

## 組織
- 警務課
  - 警務係
  - 会計係
- 生活安全課
  - 生活安全係
  - 警察安全相談係
- 地域課
  - 地域係
- 刑事課
  - 刑事係
  - 鑑識係
- 交通課
  - 交通係
- 警備係

## 交番
（ ）の中は所在地
- 琴平駅前交番（仲多度郡琴平町313番地6）

## 駐在所
（ ）の中は所在地
- 美合駐在所（仲多度郡まんのう町川東921番地1）
- 造田駐在所（仲多度郡まんのう町造田1544番地4）
- 長炭駐在所（仲多度郡まんのう町炭所西1450番地2）
- 四條駐在所（仲多度郡まんのう町四條725番地2）
- 高篠駐在所（仲多度郡まんのう町東高篠1258番地2）
- 七箇駐在所（仲多度郡まんのう町七箇3395番地1）
- 十郷駐在所（仲多度郡まんのう町買田222番地2）

## 主な未解決事件
- 琴南町殺人死体遺棄事件[1]